# Legyezőhordozó a király jobbján

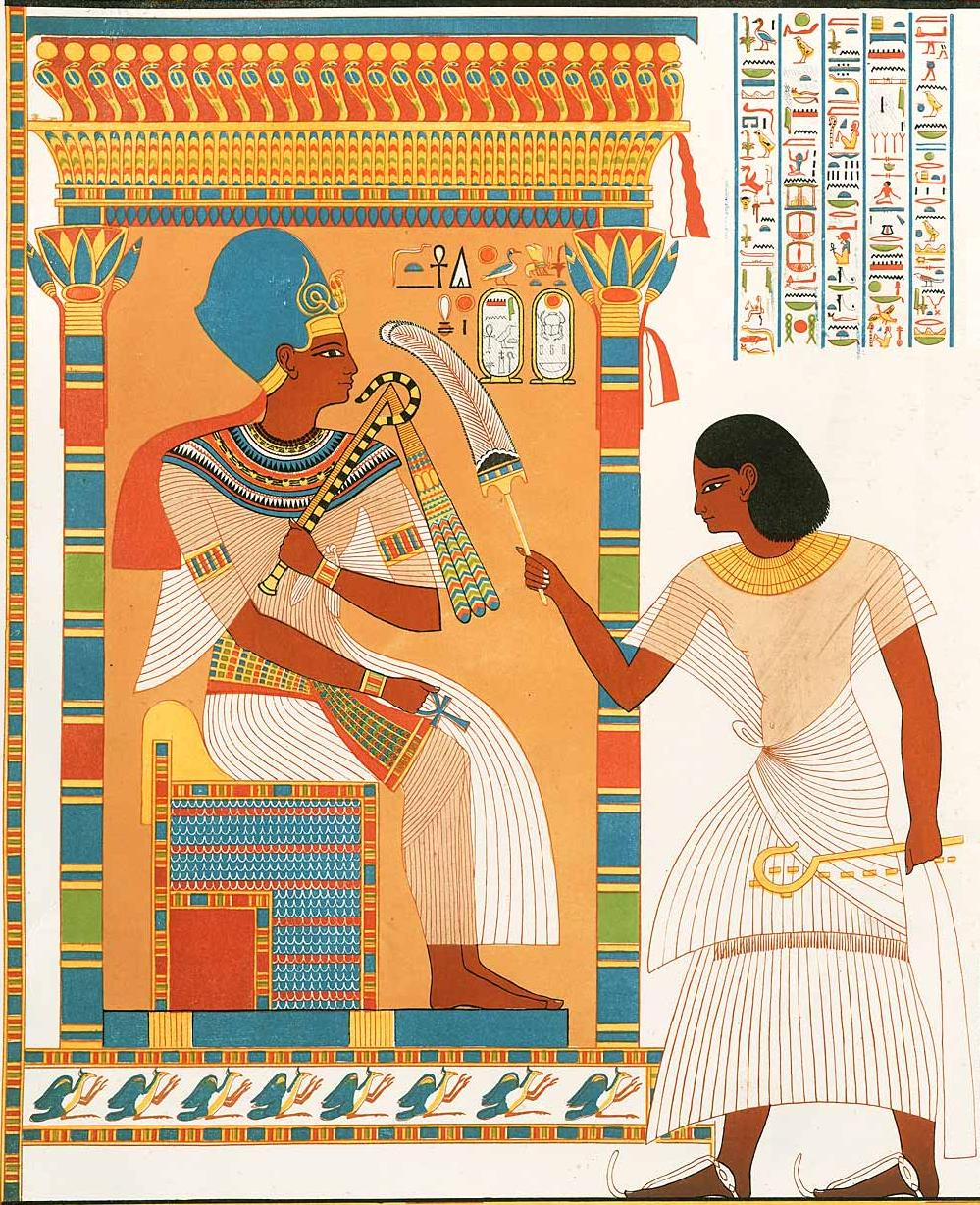
Amenhotep Hui, Kús alkirálya egy tollból álló legyezővel a kezében

A legyezőhordozó a király jobbján ókori egyiptomi cím volt az újbirodalom idején; azt jelezte, hogy viselője – személyes okból vagy betöltött pozíciójának köszönhetően – rendkívül közel áll az uralkodóhoz.
A legyezőhordozói cím a XVIII. dinasztia korának elején jelenik meg, ekkor még más írásmóddal (ḥbs-bht), mint későbbi változata (ṯ3.ỉ ḫw), amely körülbelül Hatsepszut uralkodása alatt jelenik meg. Hosszabb formájában (ṯ3.ỉ ḫw ḥr wnmỉ-nsw, „legyezőhordozó a király jobbján”) magas rangú hivatalnokok viselték, például a vezír, a királyi fő háznagy vagy Kús alkirálya. Ezeket a tisztségviselőket gyakran ábrázolták az uralkodó mellett, kezükben egyetlen tollból álló legyezővel.

## A cím híres viselői
- Maiherperi, a Királyok völgyébe temetett nemesember (IV. Thotmesz)
- Tjenuna, a TT76 sír tulajdonosa (IV. Thotmesz)
- Ptahmosze vezír (III. Amenhotep)
- Ay nemesember, későbbi fáraó (Ehnaton)
- Meriré, Aton főpapja (Ehnaton)
- Jahmesz királyi írnok, háznagy (Ehnaton)
- Thotmesz, Kús alkirálya (Ehnaton)
- Amenhotep Hui, Kús alkirálya (Tutanhamon)
- Szennedzsem királyi nevelő (Tutanhamon)
- Nahtmin, tábornok, majd Ay kijelölt trónörököse (Tutanhamon és Ay)
- Amonherkhopsef trónörökös herceg (II. Ramszesz fia)
- Tia kincstárnok (II. Ramszesz sógora)
- Amenemopet, Kús alkirálya (I. Széthi és II. Ramszesz)
- Hekanaht, Kús alkirálya (II. Ramszesz)
- Hui, Kús alkirálya (II. Ramszesz)
- Horemheb királyi háznagy (II. Ramszesz)
- Paneheszi vezír (Merenptah)
- Széthi, Kús alkirálya (Sziptah)

## Fordítás
- Ez a szócikk részben vagy egészben  a   Wedelträger zur Rechten des Königs című német Wikipédia-szócikk ezen változatának fordításán alapul.  Az eredeti cikk szerkesztőit annak laptörténete sorolja fel. Ez a jelzés csupán a megfogalmazás eredetét és a szerzői jogokat jelzi, nem szolgál a cikkben szereplő információk forrásmegjelöléseként.
- Ez a szócikk részben vagy egészben  a   Fan-bearer on the Right Side of the King című angol Wikipédia-szócikk ezen változatának fordításán alapul.  Az eredeti cikk szerkesztőit annak laptörténete sorolja fel. Ez a jelzés csupán a megfogalmazás eredetét és a szerzői jogokat jelzi, nem szolgál a cikkben szereplő információk forrásmegjelöléseként.